# Det är saligt att samla citron
Det är saligt att samla citron är titeln på en bok sammanställd av Birgitta Rudberg 2003. I boken har hon sammanställt en del vanliga missuppfattningar och hörfel bland barn när det gäller olika psalmtexter.
Boktiteln syftar på sången "Det är saligt på Jesus få tro..." där textraden "Det är saligt att samlas i tro(n)" ofta har fått denna betydelse. En annan sångtext som ofta missuppfattats är "Tryggare kan ingen vara än Guds lilla barnaskara" som bl.a. blivit "Trygga räkan" eller "Tryggare kan ingen vara än Guds lilla barn i Skara". Ett annat konstaterande som barn gjort när de hört sången är att "Bryggare kan ingen vara". Förutom dessa två sångtexter är många fler psalmer och sånger medtagna i boken.
Ett annat exempel är adventspsalmen, Hosianna, Davids son, som av en del personer – främst barn – först trott hetat Hosiana Davidsson, eller till och med Hos Johanna Davidsson.

### Fotnoter
1. ↑  Lotta Olsson (19 mars 2003). ”Det är så här psalmerna ska sjungas” (på svenska). Dagens nyheter. https://www.dn.se/arkiv/kultur/kronika-det-ar-sa-har-psalmerna-ska-sjungas/. Läst 22 oktober 2017.